# André Onana
André Onana (Nkol Ngok, 2 de abril de 1996) es un futbolista camerunés que juega como guardameta en el Manchester United F. C. de la Premier League de Inglaterra.
Es primo del guardameta internacional camerunés Fabrice Ondoa.

## Trayectoria
Formado en la Fundación Eto'o Academy en su Camerún natal, en 2010 se trasladó a España para ingresar en La Masia del Fútbol Club Barcelona. Tras pasar por los equipos de cadetes de club, la temporada 2012-13 no pudo jugar debido a la reglamentación que impedía a los futbolistas extracomunitarios jugar en categoría nacional con menos de cinco años de residencia en España. Por este motivo, en la 2012-2013 jugó en el Juvenil C de preferente de la U. E. Cornellá y en la temporada 2013-14 fue cedido a la U. D. Vista Alegre, de Primera Catalana. Sin embargo, terminó esa temporada regresando al fútbol base barcelonista, para integrarse en el Juvenil A, con el que pudo proclamarse campeón de la Liga Juvenil de la UEFA. Comenzó la temporada 2014-15 como portero titular del Juvenil A. Ante su deseo de salir, en enero de 2015 fue traspasado al Ajax de Ámsterdam por 150 000 euros más variables.
Tras jugar en el Jong Ajax, la temporada 2015-16 Frank de Boer le ascendió al primer equipo como tercer guardameta de la plantilla aunque siguió jugando habitualmente con el filial. La temporada siguiente, con la marcha de Jasper Cillessen al F. C. Barcelona, pasó a ser el portero titular. En su primera campaña alcanzó la final de la Liga Europa 2016-17, en la que cayeron derrotados por 2 a 0 ante el Manchester United.
Ya consolidado como guardameta titular, completó una gran actuación, el 5 de marzo de 2019, en la histórica victoria por 1 a 4 ante el Real Madrid, en el Estadio Santiago Bernabéu, y que permitió clasificar al equipo neerlandés a los cuartos de final de la Liga de Campeones. Seguidamente se lució en otra destacada eliminatoria contra la Juventus de Turín en los cuartos de final de la misma competición, realizando una gran actuación en el Johan Cruyff Arena para un 1-1 en la ida, mientras que en la vuelta el equipo de Ámsterdam logró una victoria de 1-2 en el Juventus Stadium. En la ida de semifinales, ante el Tottenham Hotspur, tuvo destacadas intervenciones en el triunfo por 0 a 1.
El 5 de febrero de 2021 fue sancionado a 9 meses de inhabilitación profesional por la UEFA tras haber dado positivo en furosemida en un control antidopaje.
Abandonó el equipo de Ámsterdam al finalizar la temporada 2021-22, y el 1 de julio se hizo oficial su fichaje por el Inter de Milán.
El 20 de julio de 2023 el Manchester United inglés anunció su fichaje. Hizo su debut el 14 de agosto en la jornada inaugural de la Premier League ante el Wolverhampton Wanderers y consiguió dejar la portería a cero.

## Selección nacional
Ha disputado treinta y cinco partidos con la selección de fútbol de Camerún. Debutó el 6 de septiembre de 2016, como titular, en un encuentro amistoso entre Camerún y Gabón que terminó 2-1.
Formó parte de la lista final para disputar la Copa Mundial de Catar 2022, siendo titular en el primer partido contra Suiza, sin embargo, fue expulsado del equipo por el entrenador Rigobert Song por falta de disciplina. Unos días después de la finalización del torneo anunció que no iba a volver a jugar más con la selección. A pesar de ello, el 4 de septiembre de 2023 anunció su regreso para disputar el encuentro de clasificación para la Copa Africana de Naciones de 2023 ante Burundi.

## Estadísticas

### Clubes
Actualizado de acuerdo al último partido jugado el 21 de mayo de 2025.
| Jong Ajax · Países Bajos | 2.ª           | 2014-15       | 13  | 23  | —  | —  | —  | —   | 13  | 23  |
| Jong Ajax · Países Bajos | 2.ª           | 2015-16       | 24  | 41  | —  | —  | —  | —   | 24  | 41  |
| Jong Ajax · Países Bajos | 2.ª           | 2016-17       | 2   | 2   | —  | —  | —  | —   | 2   | 2   |
| Jong Ajax · Países Bajos | Total club    | Total club    | 39  | 66  | 0  | 0  | 0  | 0   | 39  | 66  |
| Ajax de Ámsterdam · Países Bajos | 1.ª           | 2016-17       | 32  | 20  | —  | —  | 14 | 16  | 46  | 36  |
| Ajax de Ámsterdam · Países Bajos | 1.ª           | 2017-18       | 33  | 32  | 1  | 0  | 4  | 7   | 38  | 39  |
| Ajax de Ámsterdam · Países Bajos | 1.ª           | 2018-19       | 33  | 28  | 4  | 1  | 18 | 17  | 55  | 46  |
| Ajax de Ámsterdam · Países Bajos | 1.ª           | 2019-20       | 24  | 21  | 4  | 5  | 11 | 11  | 39  | 37  |
| Ajax de Ámsterdam · Países Bajos | 1.ª           | 2020-21       | 20  | 15  | —  | —  | 6  | 7   | 26  | 22  |
| Ajax de Ámsterdam · Países Bajos | 1.ª           | 2021-22       | 6   | 10  | 2  | 0  | 2  | 2   | 9   | 11  |
| Ajax de Ámsterdam · Países Bajos | Total club    | Total club    | 148 | 126 | 11 | 6  | 55 | 60  | 214 | 192 |
| Inter de Milán · Italia | 1.ª           | 2022-23       | 24  | 24  | 4  | 1  | 13 | 11  | 41  | 36  |
| Inter de Milán · Italia | Total club    | Total club    | 24  | 24  | 4  | 1  | 13 | 11  | 41  | 36  |
| Manchester United F. C. Inglaterra | 1.ª           | 2023-24       | 38  | 58  | 7  | 10 | 6  | 15  | 51  | 83  |
| Manchester United F. C. Inglaterra | 1.ª           | 2024-25       | 34  | 44  | 3  | 3  | 13 | 18  | 50  | 65  |
| Manchester United F. C. Inglaterra | Total club    | Total club    | 72  | 102 | 10 | 13 | 19 | 33  | 101 | 148 |
| Total carrera | Total carrera | Total carrera | 283 | 318 | 25 | 20 | 87 | 104 | 395 | 442 |
| (1)Incluye datos de la Eredivisie. (2)Incluye datos de la Copa de los Países Bajos y Supercopa de los Países Bajos. (3)Incluye datos de la Liga de Campeones de la UEFA y Liga Europa de la UEFA. (4)Se refiere a goles encajados. |               |               |     |     |    |    |    |     |     |     |

## Palmarés

### Títulos nacionales
| Título                        | Club              | País         | Año  |
| ----------------------------- | ----------------- | ------------ | ---- |
| Copa de los Países Bajos      | Ajax de Ámsterdam | Países Bajos | 2019 |
| Eredivisie                    | Ajax de Ámsterdam | Países Bajos | 2019 |
| Supercopa de los Países Bajos | Ajax de Ámsterdam | Países Bajos | 2019 |
| Copa de los Países Bajos      | Ajax de Ámsterdam | Países Bajos | 2021 |
| Eredivisie                    | Ajax de Ámsterdam | Países Bajos | 2021 |
| Eredivisie                    | Ajax de Ámsterdam | Países Bajos | 2022 |
| Supercopa de Italia           | Inter de Milán    | Italia       | 2022 |
| Copa Italia                   | Inter de Milán    | Italia       | 2023 |
| FA Cup                        | Manchester United | Inglaterra   | 2024 |

### Campeonatos internacionales
| Título                  | Club                        | País  | Año  |
| ----------------------- | --------------------------- | ----- | ---- |
| Liga Juvenil de la UEFA | F. C. Barcelona Juvenil "A" | Suiza | 2014 |